# Ryan’s Hope
Ryan’s Hope – amerykańska opera mydlana, emitowana na kanale ABC od 7 lipca 1975 do 13 stycznia 1989 r.

## Krótki opis
Została stworzona przez Claire Labine i Paula Avilę Mayera. Nadano 3515 (łącznie) 30-minutowych odcinków. Serial opowiadał o życiu irlandzkiej rodziny, mieszkającej w Nowym Jorku.

## Obsada
Zestawienie oparto na informacjach portalu filmowego IMDb.com. Zawiera ono listę aktorów, którzy wystąpili łącznie w co najmniej 100 odcinkach serialu:
- Nancy Addison – jako Jillian Coleridge/Jillian Colerridge (1095 odcinków)
- Michael Levin – jako Jack Fenelli/Jack Finelli (1075)
- Helen Gallagher – jako Maeve Ryan/Maeve Colleary Ryan (957)
- Ron Hale – jako dr Roger Coleridge (886)
- Bernard Barrow – jako Johnny Ryan (845)
- John Gabriel – jako dr Seneca Beaulac (757)
- Ilene Kristen – jako Delia Reid Ryan/Delia Reid Ryan Coleridge Crane/Delia Reid Ryan Coleridge #1 (678)
- Louise Shaffer – jako Rae Woodard (571)
- Malcolm Groome – jako dr Patrick Ryan #1 (566)
- Earl Hindman – jako por. Bob Reid (494)
- Daniel Hugh Kelly – jako Frank Ryan #3 (491)
- Karen Morris Gowdy – jako dr Faith Coleridge #3 (443)
- Kate Mulgrew – jako Mary Ryan Fenelli/Mary Ryan/Mary Ryan Fenelli "Moira" (424)
- Randall Edwards – jako Delia Reid Ryan Coleridge #2 (413)
- Kelli Maroney – jako Kimberly Harris/Kimberly Harris Beaulac (319)
- Sarah Felder – jako Siobhan Ryan #1 (277)
- Tom McGreevy – jako Tom Desmond (270)
- Justin Deas – jako dr Bucky Carter (255)
- Malachy McCourt – jako Kevin MacGuinness (217)
- Michael Hawkins – jako Frank Ryan #1 (212)
- Catherine Hicks – jako dr Faith Coleridge #2 (210)
- Roscoe Born – jako Joe Novak #2 (183)
- Jadrien Steele – jako mały John Ryan (179)
- Michael Corbett – jako Michael Pavel, Jr. (177)
- Andrew Robinson – jako Frank Ryan #2 (169)
- Richard Backus – jako Barry Ryan (152)
- Cali Timmins – jako Maggie Shelby/Maggie Shelby Coleridge (148)
- Ann Gillespie – jako Siobhan Ryan #2/Siobhan Ryan Novak #1 (147)
- Hannibal Penney – jako dr Clem Moultrie (134)
- John Sanderford – jako Frank Ryan #5 (131)
- Geoff Pierson – jako Frank Ryan #4 (126)
- Faith Catlin – jako dr Faith Coleridge #1 (123)
- Richard Muenz – jako Joe Novak #1 (119)
- Marg Helgenberger – jako Siobhan Ryan Novak #2 (108)
- Ana Alicia – jako Alicia Nieves (102)
- John Blazo – jako dr Patrick Ryan #2 (102).